# Mensch-Tier-Stillen

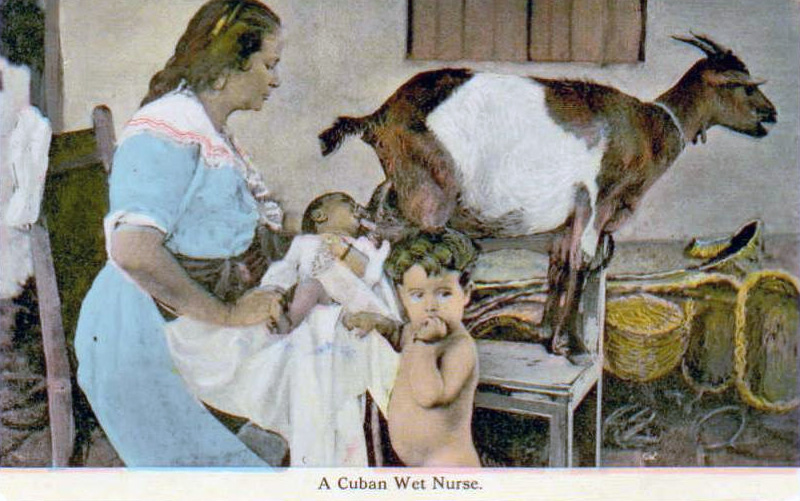
Krankenschwester in Kuba mit einem Kind, das von einer Ziege gestillt wird (1903)

Das Mensch-Tier-Stillen wurde in verschiedenen Kulturen zu verschiedenen Epochen ausgeübt. Die Praxis des Stillens oder des Säugens zwischen Menschen und anderen Spezies gab es in beide Richtungen; genauso wie Frauen junge Tiere stillten, kamen Tiere zum Einsatz, um menschliche Babys und Kinder zu säugen. Die Tiere wurden als Ammenersatz für Säuglinge verwendet, besonders nachdem die Zunahme der Syphilis das gesundheitliche Risiko erhöhte, da durch das Stillen die Krankheit übertragen werden konnte. In Europa setzte man in den Findelhäusern des 18. und 19. Jahrhunderts häufig Ziegen und Esel ein, um die verlassenen Kinder zu ernähren. Tiere wiederum wurden von Frauen aus gesundheitlichen Gründen gestillt – um beispielsweise die Brustwarzen abzuhärten und den Milchfluss zu verbessern – oder auch für religiöse und kulturelle Zwecke. Es wurden unter anderem Welpen, Kätzchen, Ferkel und Affen für diesen Zweck verwendet.

## Säugen von Menschen durch Tiere
Terrakottababyflaschen aus dem dritten Jahrtausend v. Chr., die in Sumer gefunden wurden, gelten als ein Hinweis darauf, dass Kinder, die damals nicht gestillt wurden, tierische Milch erhielten, vermutlich die von Kühen. Es ist möglich, dass einige Kinder auch direkt von laktierenden Tieren gesäugt wurden, dies war eine Alternative zum Stillen durch Ammen. Soweit nicht andere stillende Frauen zur Verfügung standen, war es für eine Mutter, die nicht genug Muttermilch hatte, wahrscheinlich, dass sie ihr Kind verlor. Um dies zu verhindern, setzte man Tiere wie Esel, Kühe, Ziegen, Schafe oder Hunde ein. Direktes Säugen war dabei dem Melken vorzuziehen, da es beim Melken zu Verunreinigung durch Mikroben kommen konnte. Dies führte häufig zu tödlichen Durchfallerkrankungen. Ein Risiko, welches bis in die 1870er Jahre bestand; danach sank das Risiko einer Infektion durch gelagerte Tiermilch durch die Erfindung von Pasteurisation und Sterilisation.

## Geschichten und Sagen

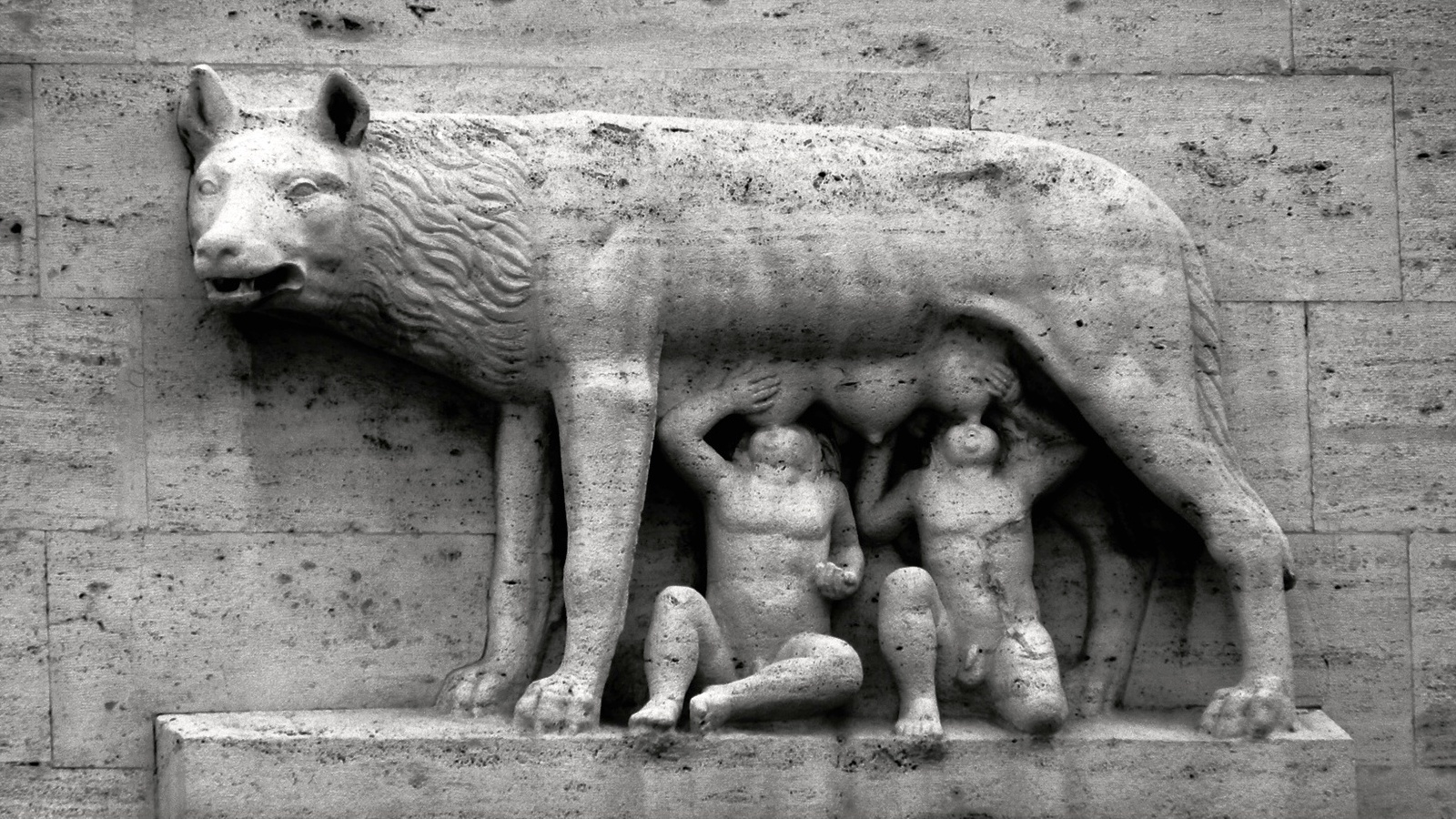
Skulptur von Romulus und Remus mit der Kapitolinischen Wölfin

Das Säugen von menschlichen Säuglingen durch Tiere ist ein wiederholtes Thema in der klassischen Mythologie. Am bekanntesten ist die Sage um die legendären Gründer von Rom – die Zwillinge Romulus und Remus –, die als Kinder von einer Wölfin gesäugt worden sein sollen; porträtiert mit der Kapitolinischen Wölfin, einer lebensgroßen Bronzefigur einer Wölfin, die Romulus und Remus säugt. Der griechische Gott Zeus soll von der Nymphe Amaltheia mit der Milch einer Ziege aufgezogen worden sein; porträtiert wurde dies verschiedentlich: einmal wird der Gott von einer Ziege gesäugt oder die Nymphe brachte ihm die Milch der Ziegen. Auch Telephos, der Sohn des Herakles, soll von einem Reh gesäugt worden sein. Mehrere berühmte antike historische Figuren wurden angeblich von Tieren gesäugt: Kyros I. soll von einem Hund gesäugt worden sein, während Stuten angeblich Krösus, Xerxes und Lysimachos säugten. In Wirklichkeit aber gehören solche Geschichten vermutlich eher in die Mythenbildung über solche Persönlichkeiten, insofern sie als Beweis für ihre künftige Größe verwendet wurden.

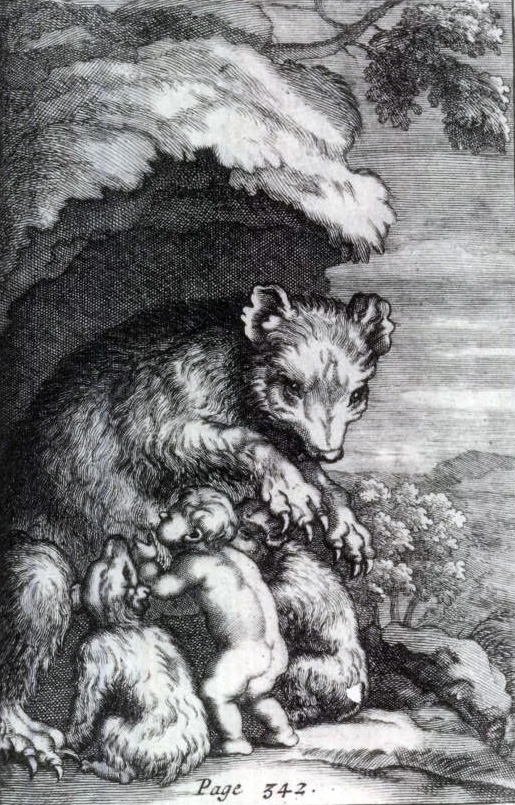
Darstellung einer Bärin, die ein verlassenes Kind säugt

Geschichten von verlassenen Kindern, die durch tierische Mütter wie Wölfinnen und Bärinnen aufgezogen wurden, waren in Europa vom Mittelalter bis in die Neuzeit weit verbreitet. Ein wirklicher Fall war der von dem wilden Peter von Hameln, der 1724 in Norddeutschland gefunden wurde. Sein dickes, lockiges Haar schrieb man der (vermeintlichen) Tatsache zu, dass er von einer Bärin gesäugt worden sei, basierend auf der Prämisse, dass Merkmale der tierischen Pflegemutter über ihre Milch auf ihn übertragen worden seien. Nach neueren Untersuchungen soll es sich aber um das Pitt-Hopkins-Syndrom gehandelt haben, ein seltenes Krankheitsbild, welches erstmals 1978 beschrieben wurde.

## Wirkung auf den Charakter
Der Glaube, dass tierische Eigenschaften über die Milch übertragen werden konnten, war weit verbreitet. Der schwedische Wissenschaftler Carl von Linné ging davon aus, dass die von Löwinnen Gesäugten dadurch großen Mut verliehen bekommen. Von Ziegen wurde angenommen, dass sie einen libidinösen Charakter übertragen und es gab eine gewisse Bevorzugung stattdessen Esel als Ammen zu verwenden, da angenommen wurde, dass es sich hierbei um moralischere Tiere handele. Im modernen Ägypten hingegen wurden Esel als Ammen benachteiligt, da man davon ausging, dass ein Kind das mit Eselsmilch gesäugt würde, die Dummheit und den Eigensinn des Tieres erwerben würde.

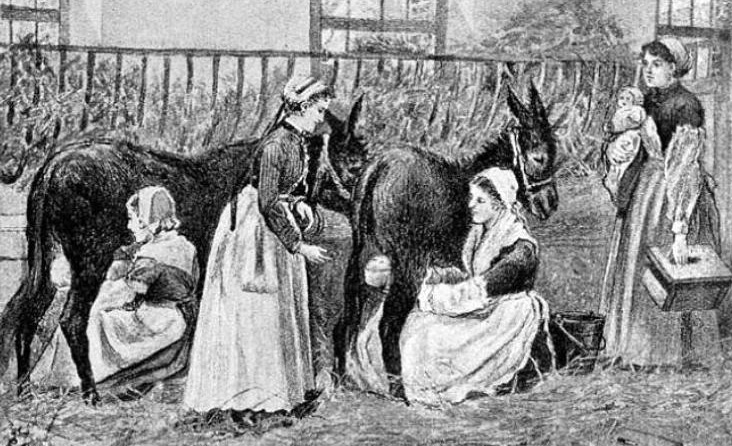
Esel säugen Kinder, Frankreich 1895

In den Lehren des Koran wird davon abgeraten, Babys tierische Milch zu geben, basierend auf der Annahme, dass dadurch tierische Züge übertragen werden könnten, während der Talmud es erlaubt, dass Kinder von Tieren gesäugt werden, wenn das Wohl des Kindes dies verlangt. Auch von Muttermilch gab es die Annahme, dass diese Charaktereigenschaften überträgt. Im Frankreich des 19. Jahrhunderts gab es einen Gesetzesvorschlag, unmoralischen Müttern die Pflege ihrer eigenen Kinder zu verbieten, so dass sich die unmoralischen Züge nicht über die Milch übertragen könnten.

## Verwendung von Ziegen
Ziegen wurden häufig genutzt, um menschliche Säuglinge und Kleinkinder zu säugen. Von den Khoikhoi im südlichen Afrika wurde berichtet, dass diese ihre Babys auf die Bäuche der weiblichen Ziegen binden, so dass diese es ernähren konnten. Im 18. und 19. Jahrhundert war es in Europa weit verbreitet, Ziegen als Alternative zu menschlichen Ammen zu verwenden, da sie leichter zu bekommen und billiger waren als Ammen, auch galten sie als sicherer, da es weniger wahrscheinlich war, dass die Ziegen im Gegensatz zu menschlichen Ammen Krankheiten übertrugen. Dies war eine gut eingeführte Praxis in den ländlichen Gebieten von Frankreich und Italien; Pierre Brouzet, der Leibarzt von Ludwig XV. von Frankreich beschrieb, wie er einige Bauern gesehen habe „die keine anderen Ammen, außer Mutterschafe hatten, und diese Bauern waren so stark und kräftig wie die anderen.“ Im Jahre 1816 hörte der deutsche Schriftsteller Conrad A. Zwierlein einem Gespräch über die Probleme der Ammen zu und reagierte, indem er ein Buch mit dem Titel „Die Ziege als beste und wohlfeilste Säugamme“ veröffentlichte und damit für viele Jahre die Verwendung dieser Tiere populär machte.
Ein wichtiger Grund Ziegen zum Säugen von Babys zu verwenden war der Versuch, Säuglingen mit angeborener Syphilis, die diese Erkrankung durch ihre Mütter übertragen bekommen hatten, zu heilen. Die Ziegen wurden mit einer flüssigen Verbindung aus Quecksilber gefüttert – wenn diese sie nicht trinken wollten, wurde Honig als ein Weg der Verschleierung des metallischen Geschmacks empfohlen – oder das Quecksilber wurde in die Blutbahn der Ziegen aufgenommen, über eine absichtlich zugefügte Wunde am Bein des Tieres, welche mit einer quecksilberhaltigen Salbe abgedeckt wurde. Man nahm an, dass das Quecksilber bei den Ziegen akkumulieren würde und über die Milch an die syphilitischen Babys weitergegeben werde, wenn diese an den Zitzen dieser Ziegen gesäugt werden würden. Diese Methode hat eine gewisse Wirkung auf die Verbesserung der Mortalitätsraten der Säuglinge, obwohl die Ziegen dadurch vorzeitig an einer Quecksilbervergiftung starben.
In Frankreichs Heimen für Findelkinder wurde eine große Anzahl von Ziegen gehalten, sie galten als weniger problematisch als die Unterschichtfrauen, welche ansonsten kamen, um die Säuglinge zu stillen. In einigen Institutionen brachten die Pflegerinnen die Säuglinge zu den Ziegen, anderswo kamen die Ziegen zu den Kindern. Alphonse Le Roy beschrieb, wie Ziegen im Jahre 1775 im Findelhaus in Aix verwendet wurden: „Die Krippen sind in einem großen Raum in zwei Reihen angeordnet. Jede Ziege, die zum Säugen kam, kam meckernd herein und stöberte das ihr anvertraute Baby auf, entfernte die Abdeckung mit ihren Hörnern und spannte sich über die Krippe, um das Baby zu säugen. Seit dieser Zeit zogen sie eine sehr große Zahl [von Säuglingen] in diesem Heim groß.“
Im Irland des 19. Jahrhunderts wurden in Dublin Findlinge „in die Berge von Wicklow geschickt, um sich von Ziegenmilch zu ernähren […] diese Kinder gediehen bemerkenswert gut.“ In England wurden Esel bevorzugt und, wie es ein Schriftsteller ausdrückte, „nichts war malerischer als das Schauspiel der Babys, die unter die Bäuche der Esel im Stall gehalten wurden […] sie saugen zufrieden an den Zitzen der fügsamen Esel.“ In der Bretagne wurden um etwa 1900 Versuche gemacht, Sauen als Ammen zu beschäftigen, aber es scheiterte am Widerstand der Schweine, sie für diesen Zweck zu verwenden.

## Stillen von Tieren durch den Menschen
Das Stillen von Tieren durch den Menschen ist eine Praxis, die historisch bezeugt ist und nach wie vor auch heute von manchen Kulturen praktiziert wird. Die Gründe für diese Praxis sind vielfältig: Junge Tiere werden gesäugt, um die Brüste einer Frau zu leeren, um die Laktation anzuregen, um gute Brustwarzen zu entwickeln, um Empfängnis zu verhindern usw. Ein Beispiel für diese Praxis stammt aus England: Als die Schriftstellerin Mary Wollstonecraft 1797 nach der Geburt ihrer zweiten Tochter durch Kindbettfieber im Sterben lag, ordnete der Arzt an, dass Welpen auf ihre Brüste gelegt wurden, um die Milch abzuziehen, eventuell auch mit der Absicht, dadurch ihre Gebärmutter so zu kontrahieren, dass die infizierte Plazenta, die sie langsam vergiftet, abgestoßen wurde. In ähnlicher Weise empfahlen englische und deutsche Ärzte zwischen dem 16. und 18. Jahrhundert mit Welpen die Milch in Brüsten der Mutter „abzuziehen“. 1799 berichtete der deutsche Geburtshelfer Friedrich Benjamin Osiander, dass in Göttingen Frauen junge Hunde säugten, um die Knötchen aus ihren Brüsten zu beseitigen.
Es gibt auch religiöse und zeremonielle Gründe für das Stillen von Tieren: die heilige Veronica Giuliani (1660–1727), eine italienische Nonne und Mystikerin, war bekannt dafür ein Lamm zu sich ins Bett zu nehmen und zu säugen, als Symbol für das bekannte Lamm Gottes. Die japanischen Ainu opfern für ein jährlich stattfindendes Bärenfest einen Bären, welcher zuvor eingefangen, aufgezogen und von den Frauen gestillt worden ist. Auch die Itelmenen auf der Halbinsel Kamtschatka in Russland haben Bären gesäugt; in ihrem Fall aus wirtschaftlichen Gründen, um von dem Fleisch zu profitieren und die hochbezahlte Bärengalle zu erhalten, die in der traditionellen chinesischen Medizin verwendet wird.
Auch wurden Tiere allgemein als „Milch-Geschwister“ für Kleinkinder verwendet, um die Brustwarzen abzuhärten und die Laktation aufrechtzuerhalten. In Persien und der Türkei wurden Welpen für diesen Zweck verwendet. Auch in den Vereinigten Staaten wurde dies im frühen 19. Jahrhundert praktiziert; so empfahl der Arzt William Potts Dewees im Jahr 1825, dass ab dem achten Monat der Schwangerschaft, die werdenden Mütter regelmäßig mit einem Welpen ihre Brustwarzen abhärteten, die Sekretion ihrer Brust verbesserten und dadurch Entzündungen der Brüste vorbeugten. Die Praxis scheint um 1847 in Ungnade gefallen zu sein, als Dewees vorschlug, dass eine Krankenschwester oder ein anderer Fachmann für diese Aufgabe eher geeignet sei als ein Tier. Indigene Völker der ganzen Welt haben viele Arten von Tieren für denselben Zweck verwendet. Reisende in Guyana beobachteten einheimische Frauen beim Stillen einer Vielzahl von Tieren, darunter Affen, Opossums, Pakas, Agutis, Wildschweine und Hirsche. Die Ureinwohner Kanadas und Amerikas stillten häufig junge Hunde; ein Beobachter bemerkte, dass die Pima, ein nordamerikanischer Indianerstamm „eher ihre Brüste von ihren eigenen Kindern wegzogen als von jungen Hunden.“
In der Gegenwart wurde der Akt des Stillens von Tieren auch für kontroverse künstlerische Aussagen verwendet: das Album-Cover für Boys for Pele von Tori Amos zeigt ein Foto der Sängerin beim Stillen eines Ferkels. In Irland wurde 2010 das 22-jährige Model und PETA-Mitglied Agata Dembiecka zum Mittelpunkt einer Kontroverse, als sie auf einem Foto in einem Kalender einer Tierschutzorganisation beim Stillen eines Welpen gezeigt wurde.